# Vika och Simpnäs
Vika och Simpnäs är en av SCB avgränsad och namnsatt småort i Norrtälje kommun, Stockholms län. Den omfattar bebyggelse i Vika och Simpnäs belägna i Björkö-Arholma socken. Småorten omfattade tidigare ett mindre område och hade då namnet enbart Vika men omfattade även då byn Simpnäs.
Byn Simpnäs är känt i dokument 1635. Vika har senare tillkommit som en grupp villor på Simpnäs ägor.
I Simpnäs finns flera bevarade redargårdar och båtsmansboställen. 1915 inrättades en lotsstation här, som 1996 flyttades till Kapellskär, men de gamla lotsboställena finns ännu kvar. 1959 inleddes färjetrafiken på Åland av Rederi AB Slite med trafik mellan Simpnäs och Mariehamn.
Mellan Simpnäs och Arholma går dagliga turer med passagerarbåt. 
I Simpnäs finns sedan 1980 ett sjöfartsmuseum som drivs av Björkö-Arholma Sjömannaförening.

## Bilder

Myrstenspiren, Simpnäs, 2021.
Stigmanstorget Simpnäs, 2021.
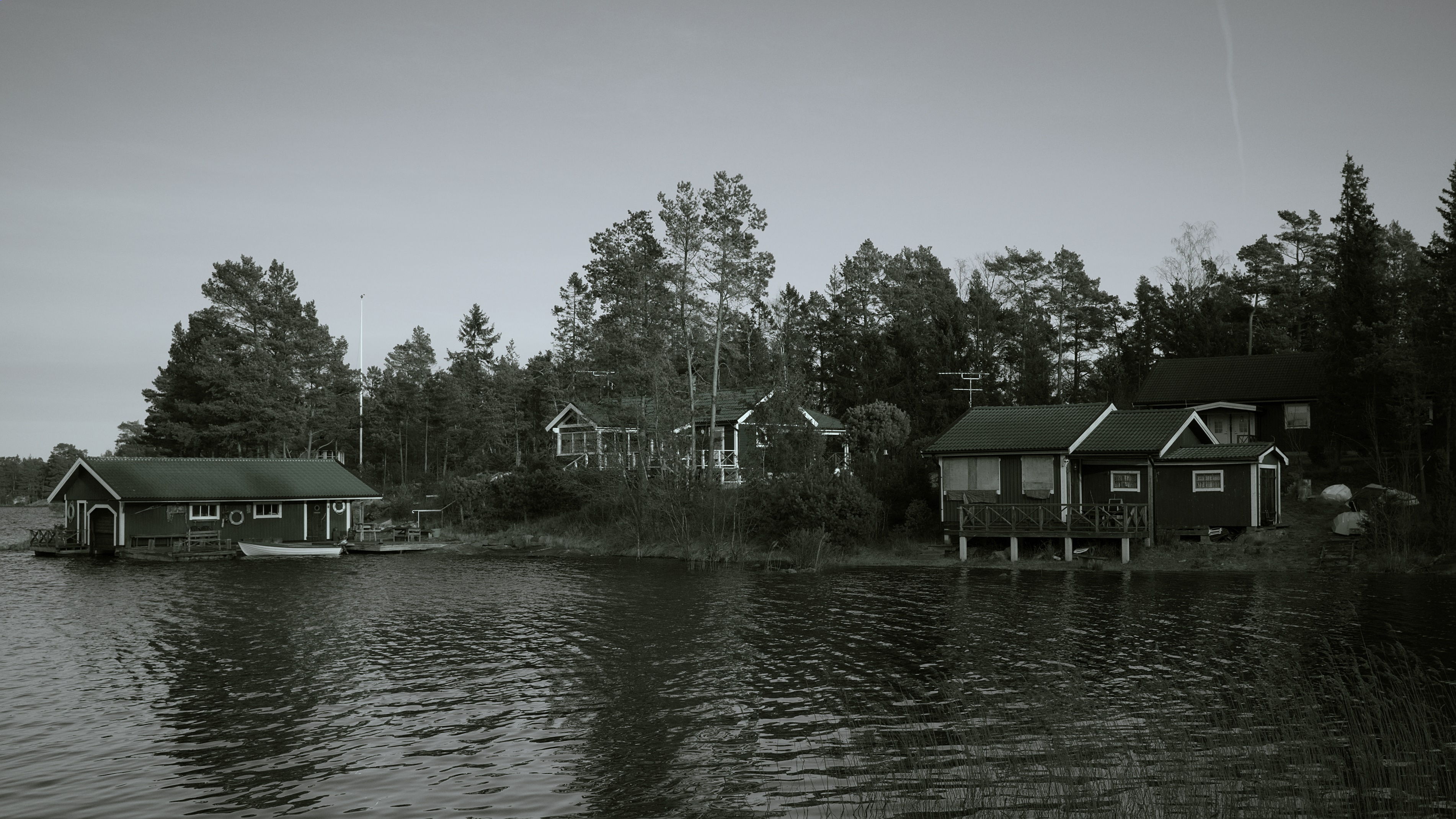
Fritidsfastighet i Vika-Simpnäs 2020